# Matmata
Matmata (مطماطة القديمة Maţmāţat-al-Qadīmah) è un villaggio di origine berbera della Tunisia. Situato alle porte del Deserto del Sahara è caratterizzato da una singolare architettura vernacolare, divenuto meta di numerosi turisti dopo essere stato set del film Guerre stellari, Episodio IV - Una nuova speranza (1977). Dal villaggio prende il nome anche la band Matmatah.
Arroccato a 600 metri di altitudine, questo villaggio conta circa 1 800 abitanti.

## Abitazioni troglodite
Le abitazioni che caratterizzano questa cittadina sono scavate nel terreno, all'interno delle colline e formate da un cortile a cielo aperto, simile ad un cratere profondo circa 7 metri, dal quale si accede attraverso una galleria dal fianco della collina. Dal cortile a cielo aperto, che ha anche la funzione di raccogliere la rara acqua piovana, si dislocano i vari ambienti delle abitazioni, scavati come degli angusti cunicoli sui fianchi del "cratere".
Questo tipo di architettura troglodita ha la funzione di mantenere temperata l'abitazione, poiché le temperature in questa zona sfiorano frequentemente i 45 °C durante il periodo estivo, scendendo a livelli europei durante l'inverno.

## Set di Guerre stellari

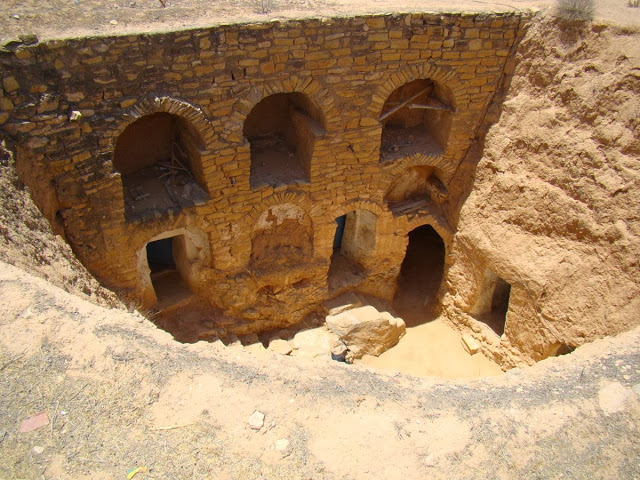
Casa-grotta

L'afflusso turistico di Matmata è in larga parte merito di George Lucas e del suo "Star Wars", di cui questo villaggio è stato in parte il set.
Chiunque passi da Matmata si rende velocemente conto del motivo per cui questo luogo è stato scelto per un film di fantascienza ambientato nello spazio. Il paesaggio è lunare, un deserto di roccia apparentemente cosparso di crateri (in realtà colline scavate e trasformate in abitazioni).
Alcune di queste abitazioni troglodite vennero acquistate dalla produzione, vennero unite formando un impianto cinematografico, con abitazioni per attori, tecnici, etc, ambientazioni (come la casa di Luke Skywalker) e zone di servizio. Finite le riprese, questo impianto venne trasformato nel primo hotel interamente dislocato sotto il suolo dove si ha la sensazione di vivere dentro un film di fantascienza.

Panorama di Matmata, gennaio 2011.